# Zelandotipula tarda
Zelandotipula tarda är en tvåvingeart som först beskrevs av Alexander 1935.  Zelandotipula tarda ingår i släktet Zelandotipula och familjen storharkrankar. Inga underarter finns listade i Catalogue of Life.